# Kasteel Vliek

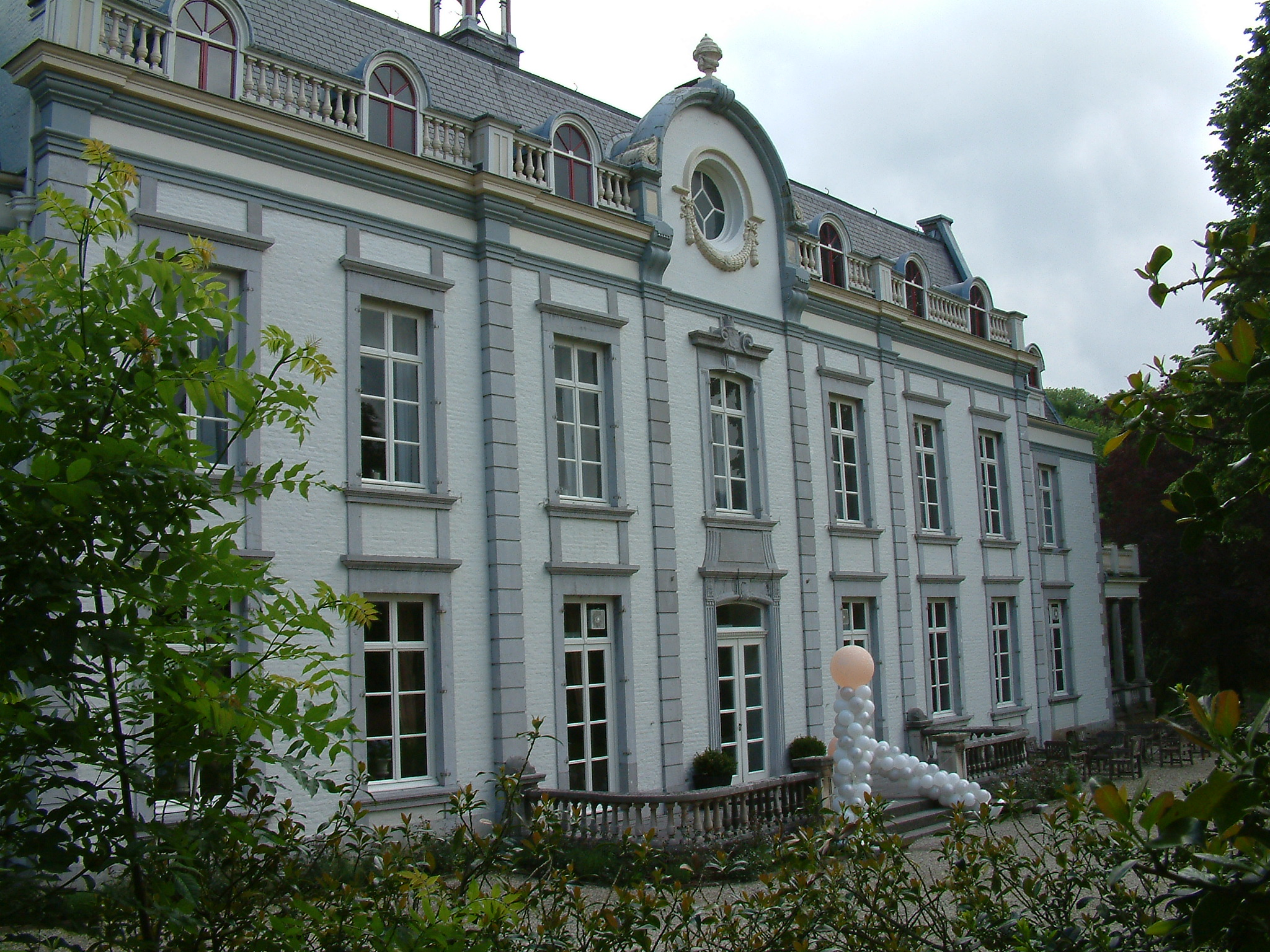
Huis Vliek te Ulestraten

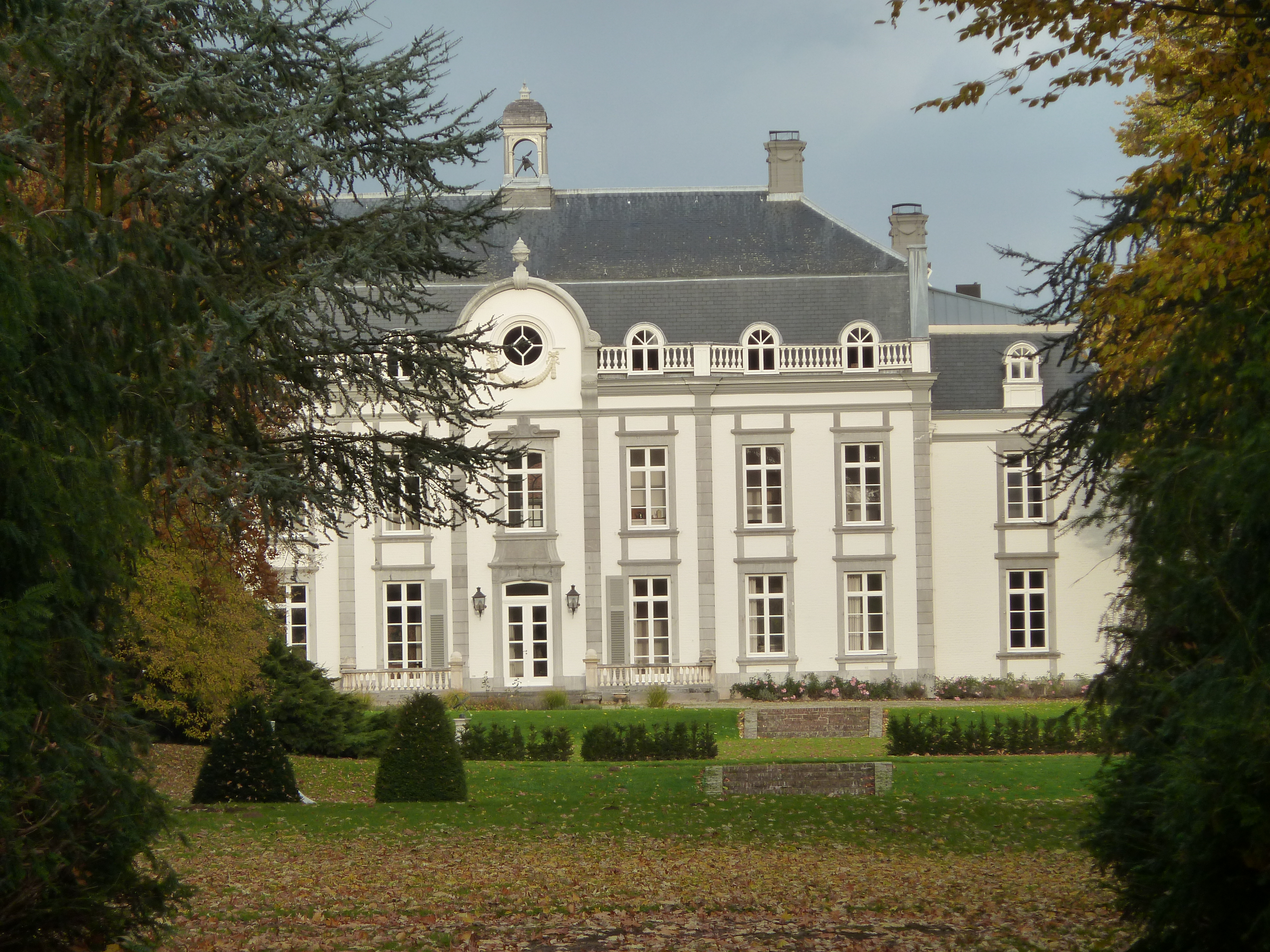
Het huis gezien over de oprijlaan

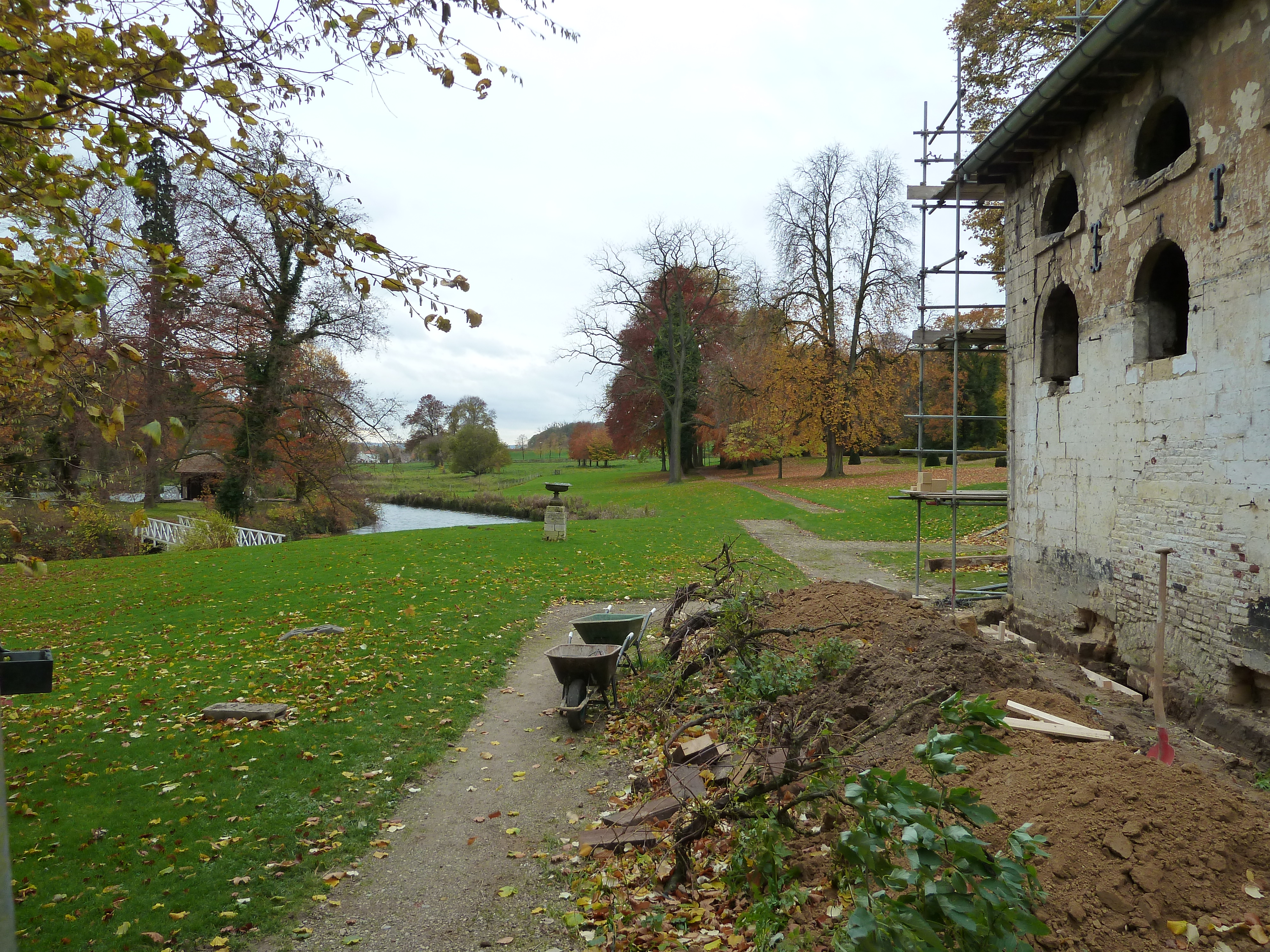
De parkaanleg

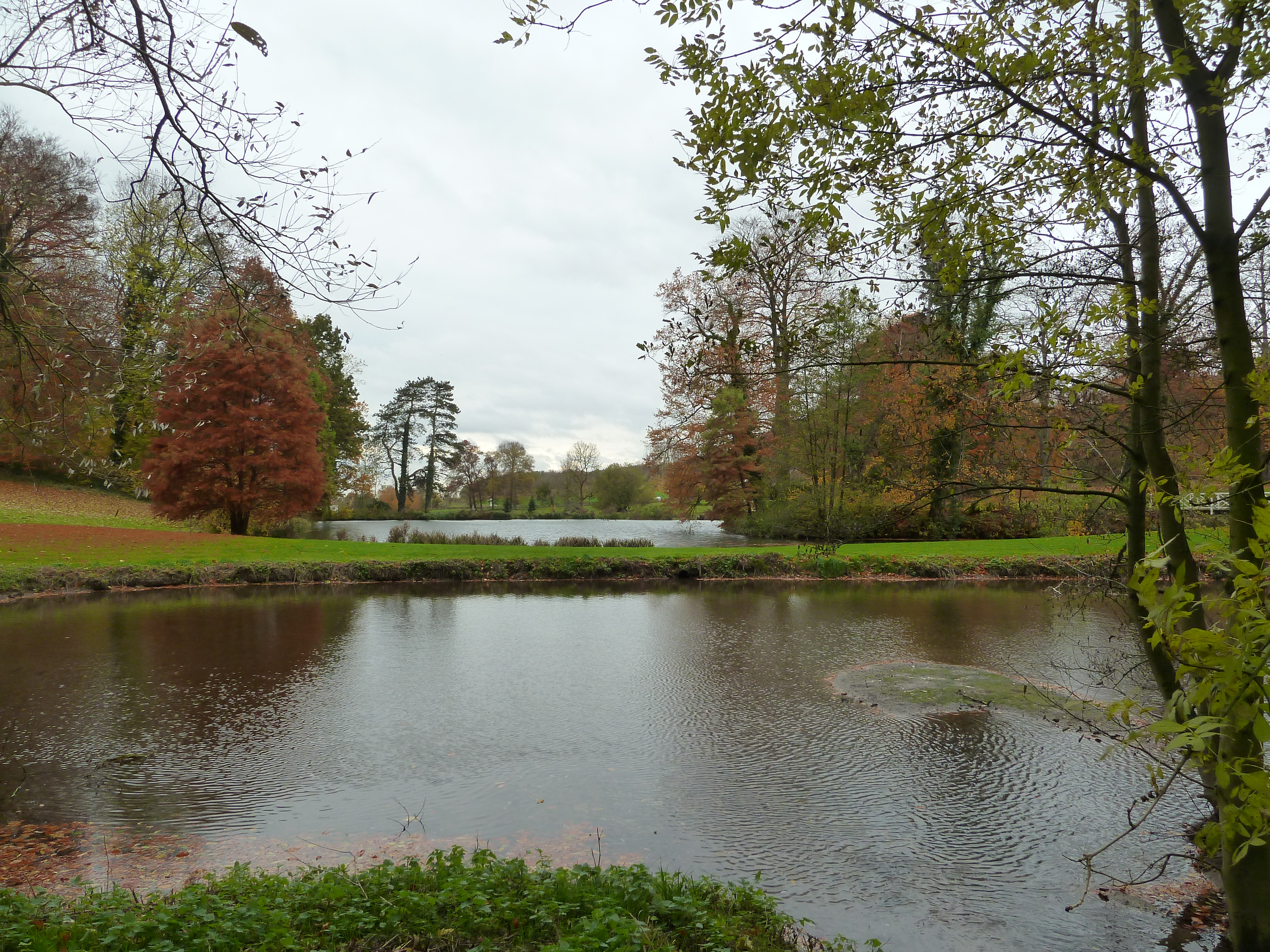
De visvijvers worden in 1749 al vermeld

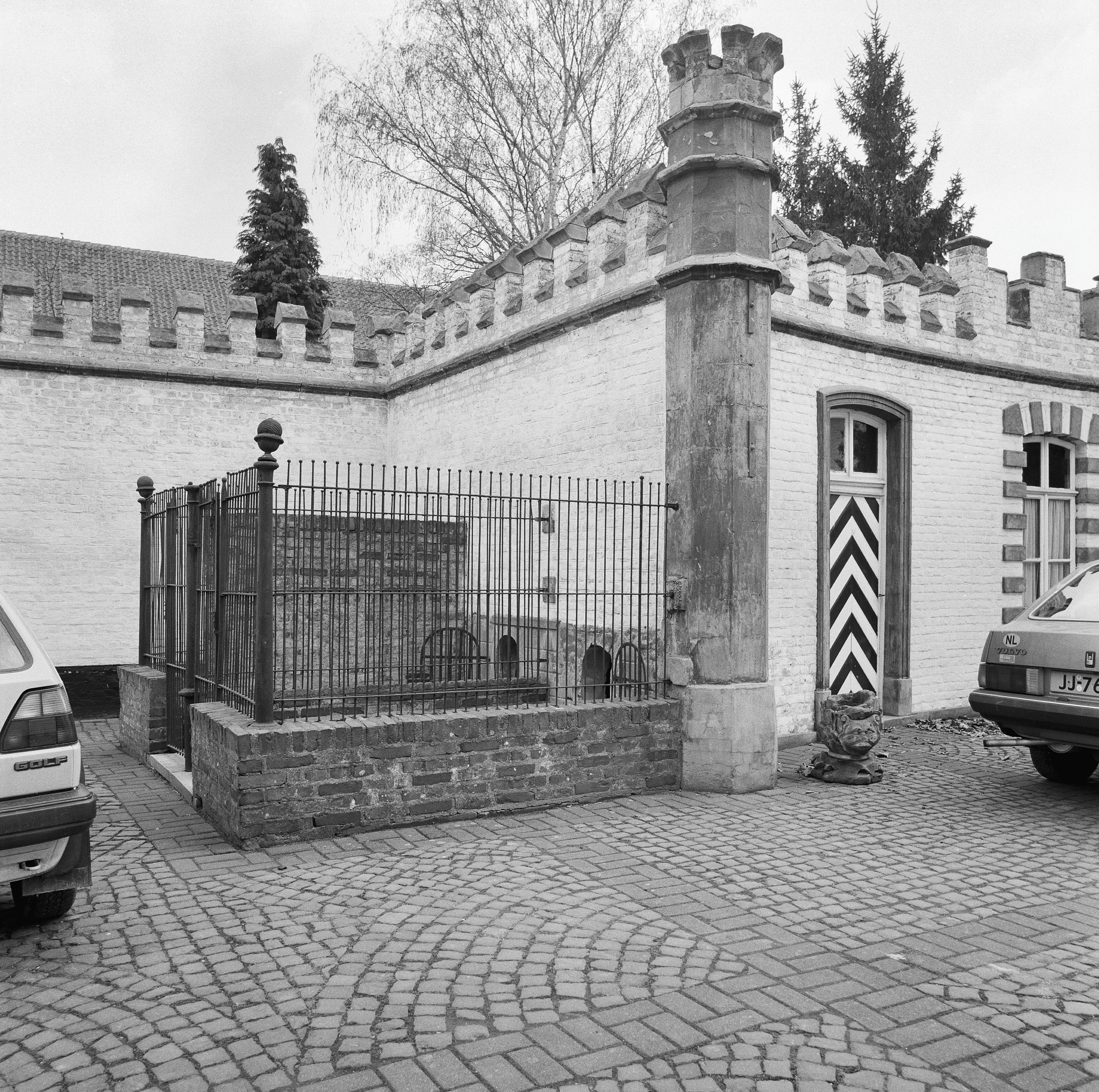
Neogotische rentmeesterswoning met hondenkennel op de binnenplaats. Gesloopt in opdracht van de bouwcommissie in de jaren 1990

Huis Vliek is een witgepleisterd tweelaags huis. Het ligt in de buurtschap Vliek bij het dorp Ulestraten in de Nederlands Limburgse gemeente Meerssen.
Op de binnenplaats van het gebouw werd in het begin van de 20e eeuw van mergelsteen een fraaie rentmeesterswoning met hondenkennel in neogotische stijl gebouwd. Deze is bij de restauratie in de jaren 1990 echter gesloopt.

## Beschrijving van het kasteel
Het huis, gelegen aan de oostflank van de Wijngaardsberg, is een witgepleisterd tweelaags huis in Lodewijk XIV-stijl, uitgevoerd met pilasters en een rond middenrisaliet. Dat geschiedde in 1908 naar plannen van de Amsterdamse architect Eduard Cuypers die het middendeel van een extra woonlaag voorzag in de vorstelijke kap en aan weerzijden een vleugel toevoegde. Achter het hoofdgebouw is een binnenplaats die omsloten wordt door een kasteelhoeve aan de noordzijde en twee vleugels aan de overige zijden, waarvan een vleugel een koetshuis bevat. Zowel de hoeve als de twee vleugels zijn uit rond 1800. Het interieur van het herenhuis is uitgevoerd met een ovale hal en heeft een aantal stucdecoraties in Lodewijk XVI-stijl.
Naast het huis ligt een park met twee vijvers, aangelegd in 1908 naar plannen van de tuinarchitect Dirk Tersteeg als een verfraaiing van een ouder landschapspark uit circa 1800. Een van de vijvers heeft een eiland in het midden. Verder is er in het park een badhuisje, een ornamentele brug en een zonnewijzer. Door het park stroomt de Vliekerwaterlossing en het landschapspark grenst aan het hellingbos Vliekerbos.

## Geschiedenis en bewoners
Het oorspronkelijke huis werd voor het eerst genoemd in 1374 en werd toen bewoond werd door het ridderlijke geslacht Van Vlieck. Over de verdere bewoning en lotgevallen van dit versterkte huis is overigens niets bekend. Er zijn ook geen restanten van het middeleeuwse huis zichtbaar.
Op de locatie van het voormalige kasteel stond begin 18e eeuw een hoeve met een herenhuis. Dit huis werd rond 1725 in opdracht van de Maastrichtse gemeentesecretaris en burgemeester Mathias Karel de Lennaerts verbouwd tot het gebouw zoals dit er tegenwoordig nog staat. In het begin van de 18e eeuw werd het huis aangekocht door Jean-Baptist Schoenmaeckers, een rijke heerboer uit Ulestraten en rentmeester van Sint Gerlach. Hij liet de eerder genoemde verbouwingen en de uitbreidingen aan het kasteel uitvoeren. Schoenmaeckers was gehuwd met een dochter van het geslacht Coenegracht dat zetelde op het Huis Hoogenweerth bij Maastricht. Door een huwelijk van de kleindochter van Schoenmaeckers kwam het kasteel in bezit van de familie Houben, die het kasteel echter door geldnood weer verkocht.
De nieuwe eigenaar werd Robert Marcel Arnold Magnée, burgemeester van Horn en die ook al het Kasteel Horn in bezit had. De enige dochter van Magnée trouwde met jonkheer mr. Pieter Maria Frans van Meeuwen, president van het gerechtshof in 's-Hertogenbosch. Dit echtpaar gaf Eduard Cuypers de opdracht hun huis fors uit te breiden tot het huidige kasteel. De familie van Meeuwen bleef eigenaar van het kasteel tot eind 20e eeuw, toen de laatste Van Meeuwen, jhr. mr. Pieter Godfried Maria van Meeuwen (1899-1982) en zijn echtgenote Louisa Augusta Johanna Maria van Lanschot (1899-1991) er overleden en het kasteel leeg kwam te staan.

## Het heden
Het kasteel werd uiteindelijk aangekocht door het Teikyo, een Japanse privé-universiteit die internationaal opereert en die het kasteel gebruikte als internaat voor Japanse meisjes die in Limburg studeerden. Het internaat is ten slotte opgeheven en later werden het kasteel en de tuinen gerestaureerd.

## Boeken
- 'Eduard Cuypers, Leven & Werk en hoe hij verdween uit onze architectuurgeschiedenis', Obbe H. Norbruis (2025) Edam LM Publishers.

### Rijksmonument
Het kasteel inclusief de bijgebouwen, de tuin- en parkaanleg en diverse andere objecten op het terrein zijn rijksmonument.

de gebouwen
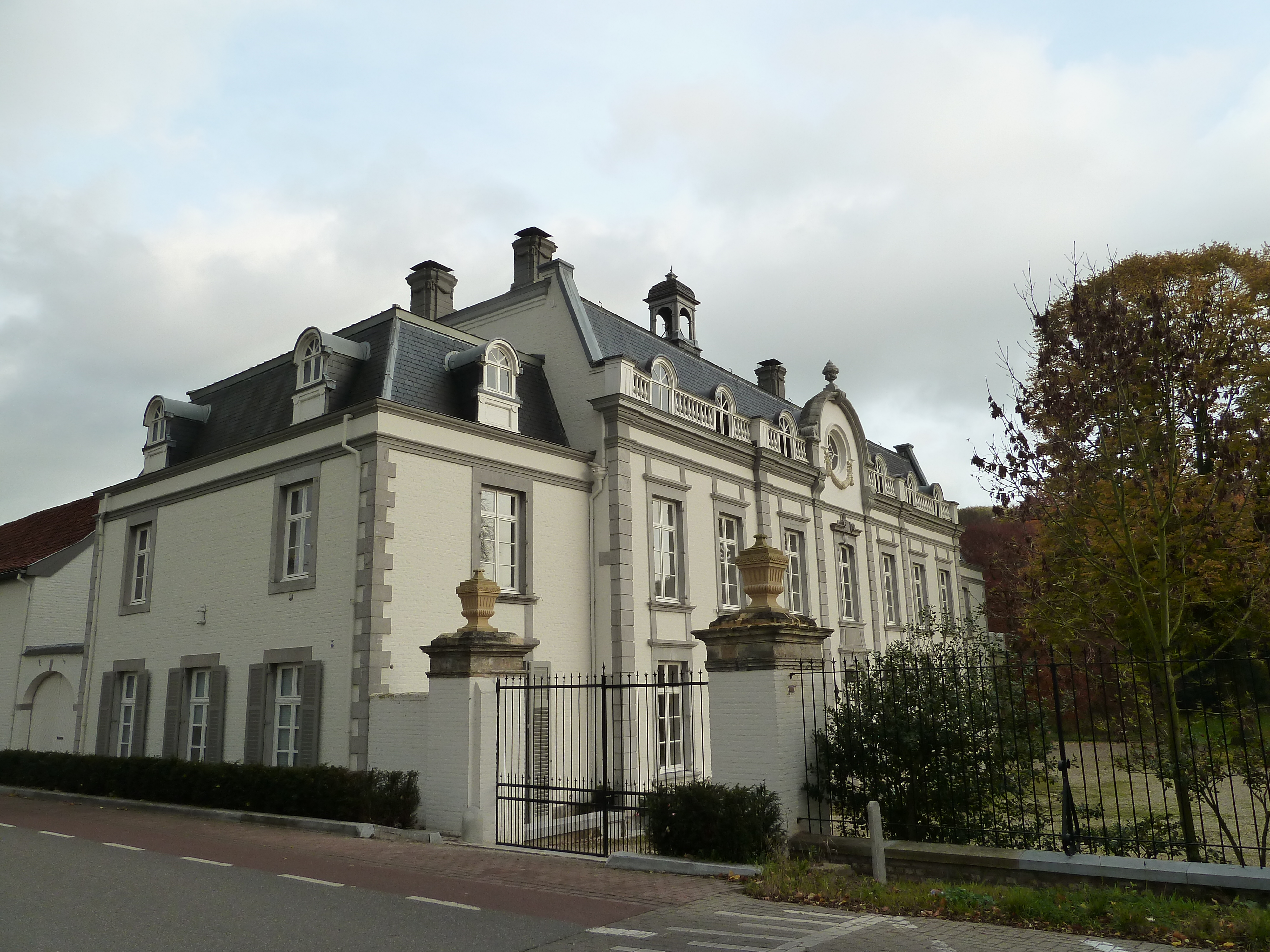
De voorzijde van het hoofdgebouw
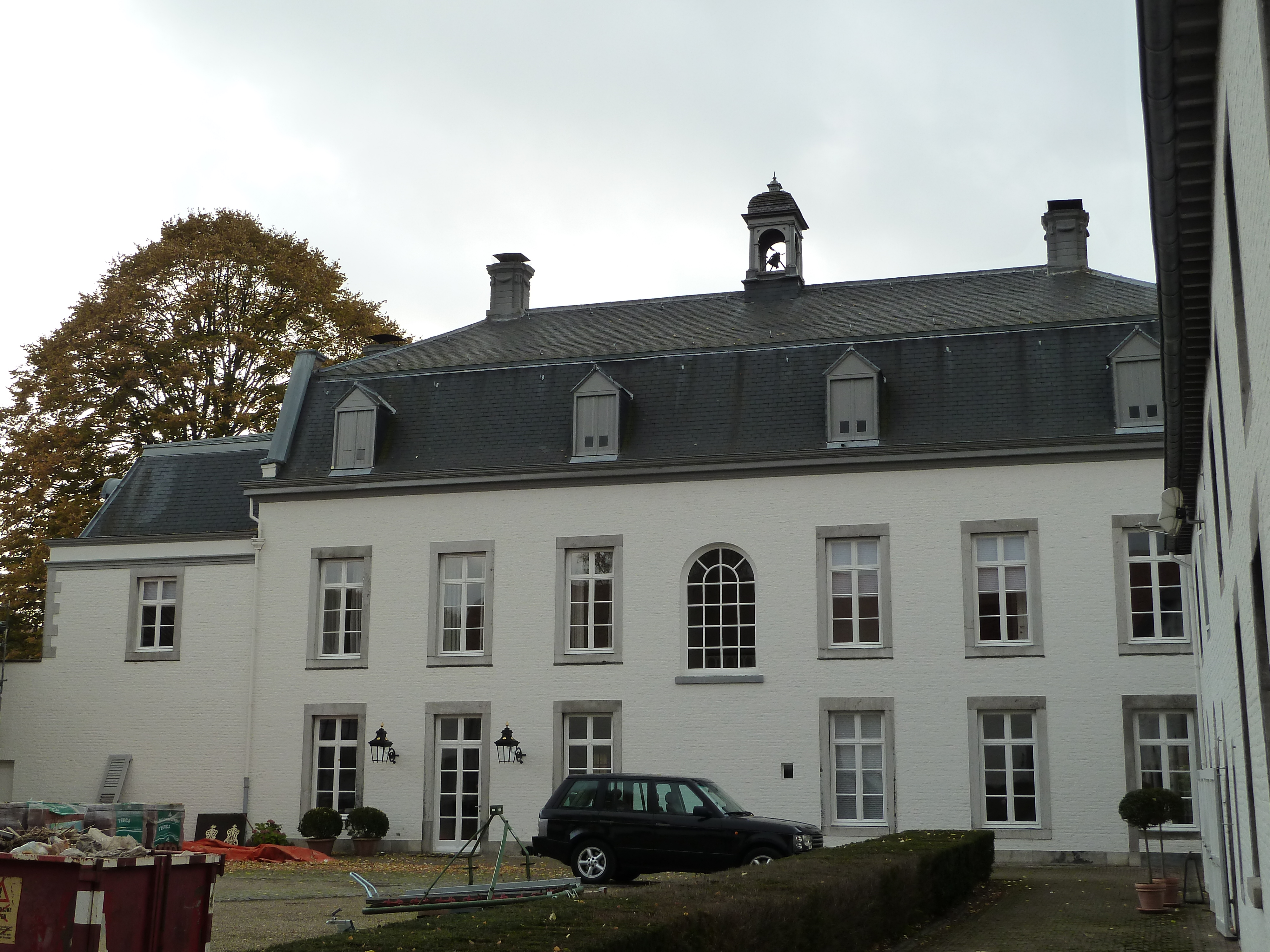
Het hoofdgebouw gezien vanaf de binnenplaats
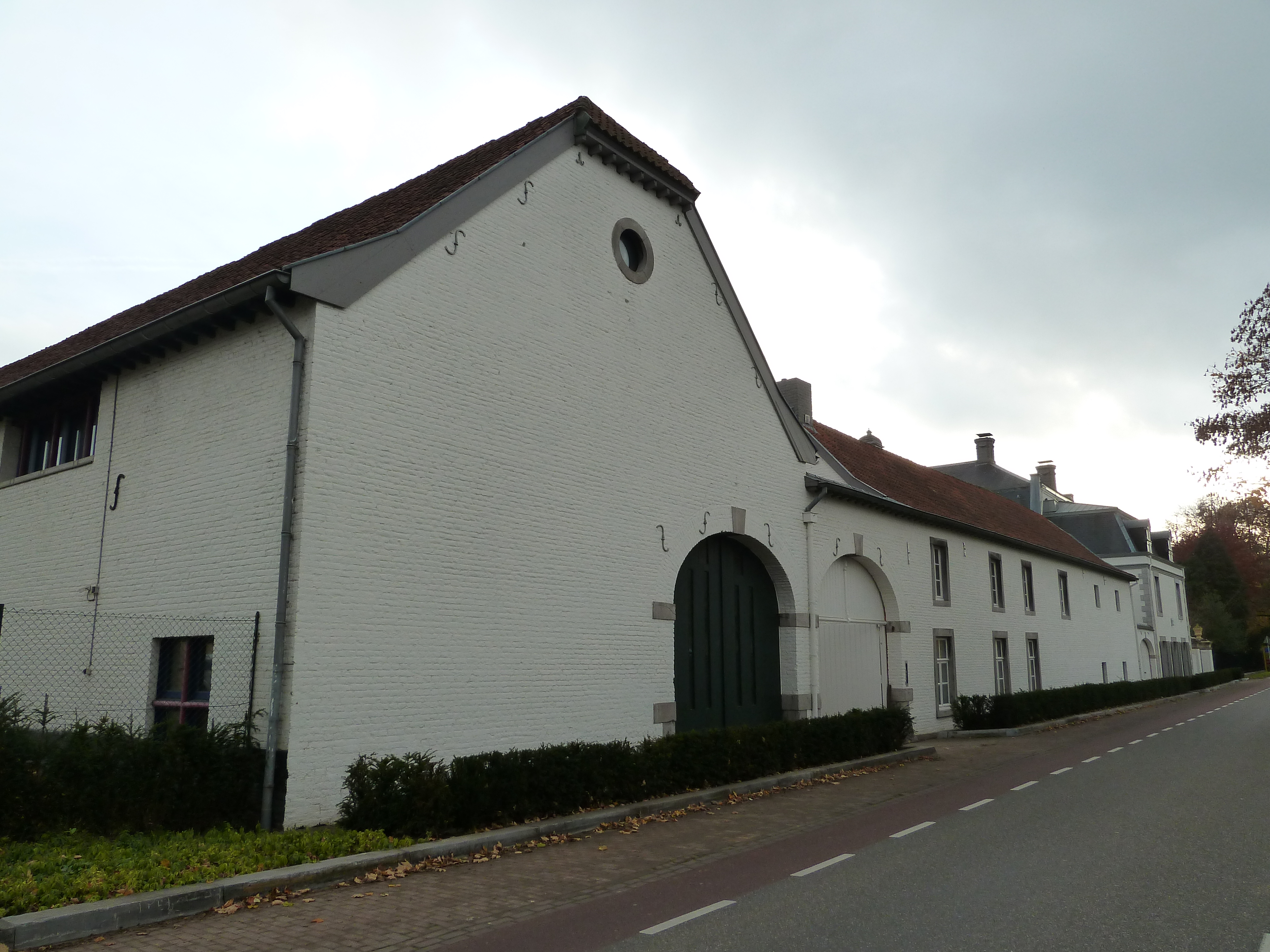
De straatzijde met links de Tiendschuur
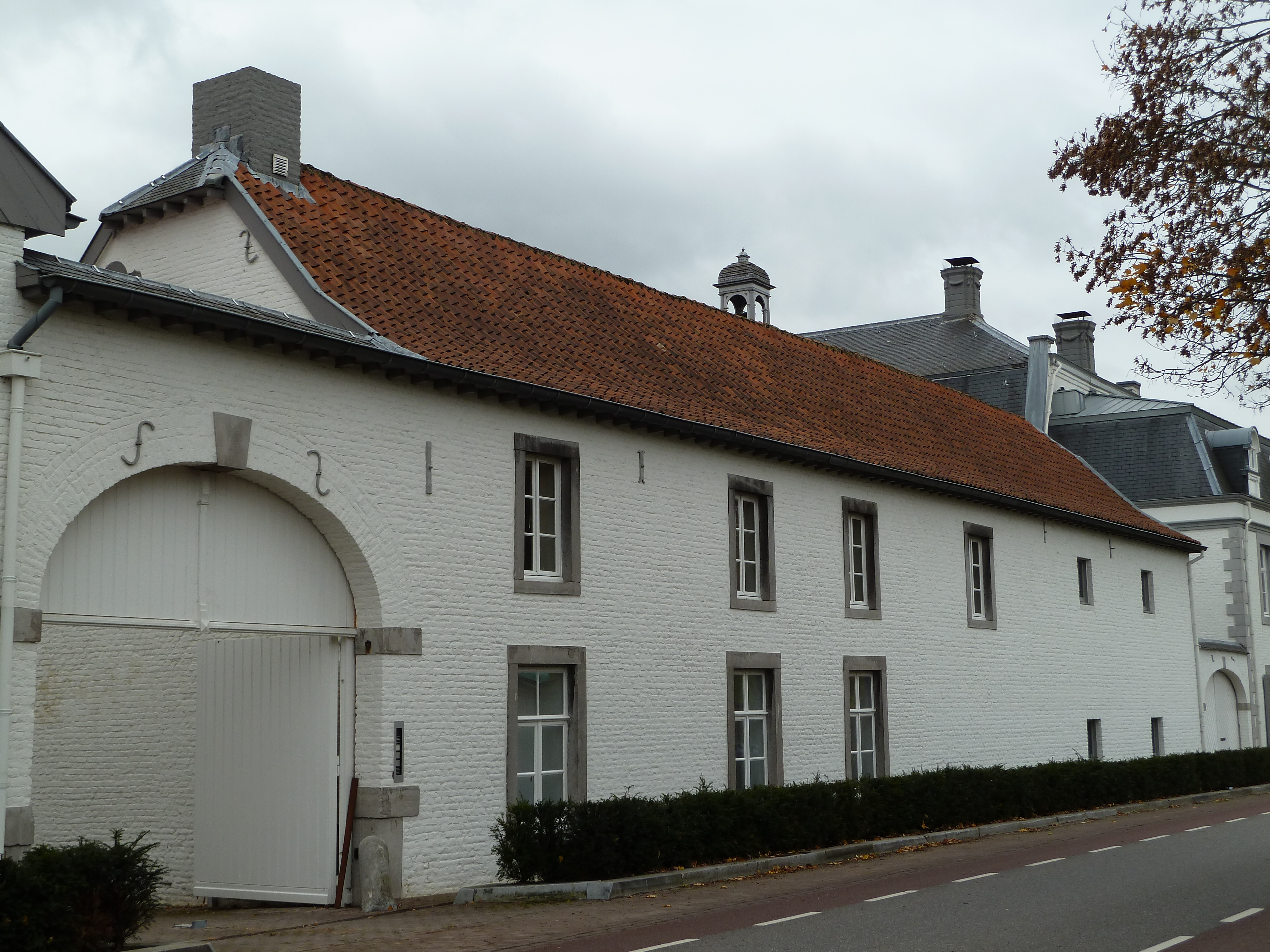
Het westelijk Bouwhuis
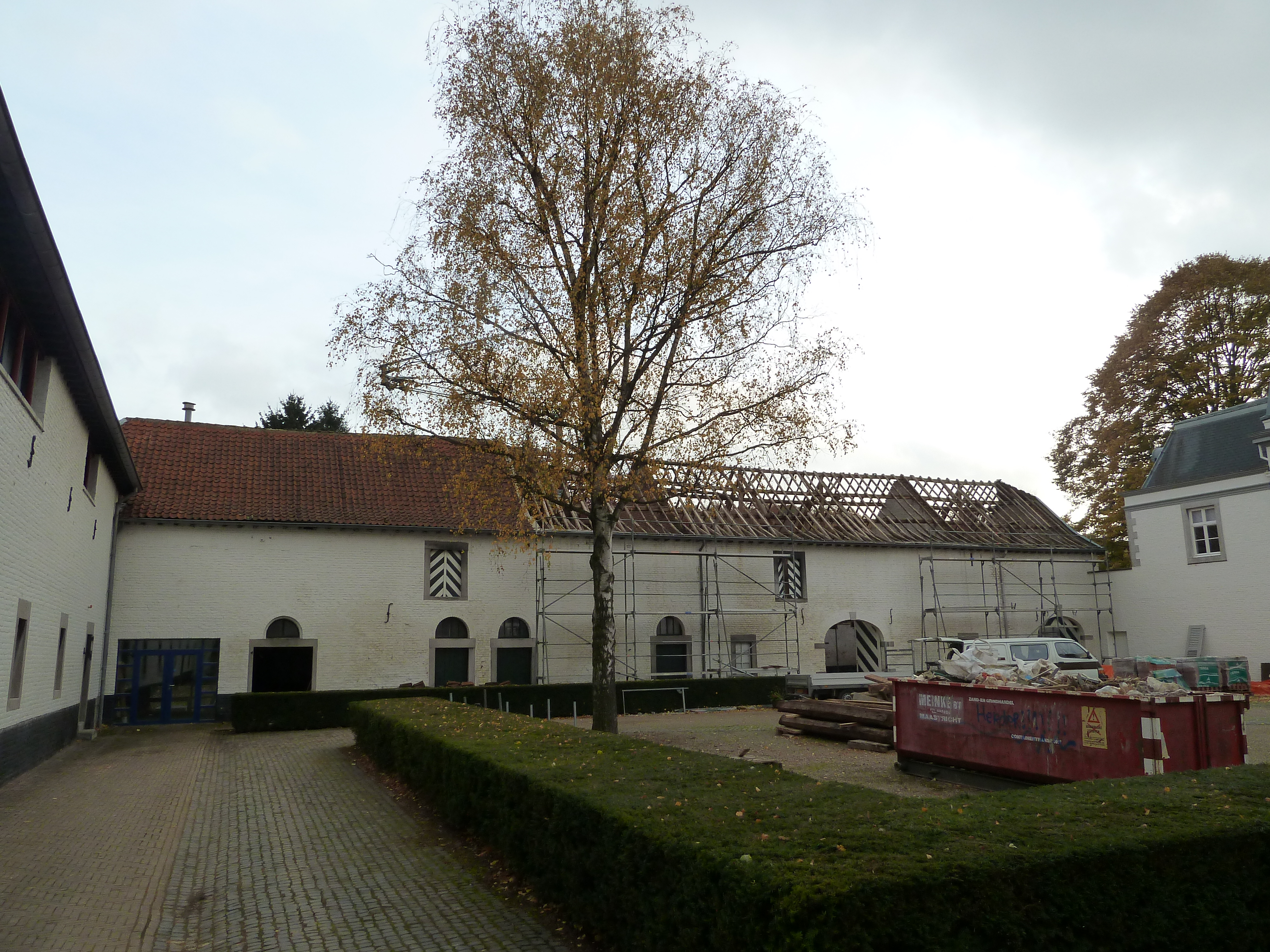
Het oostelijk Bouwhuis
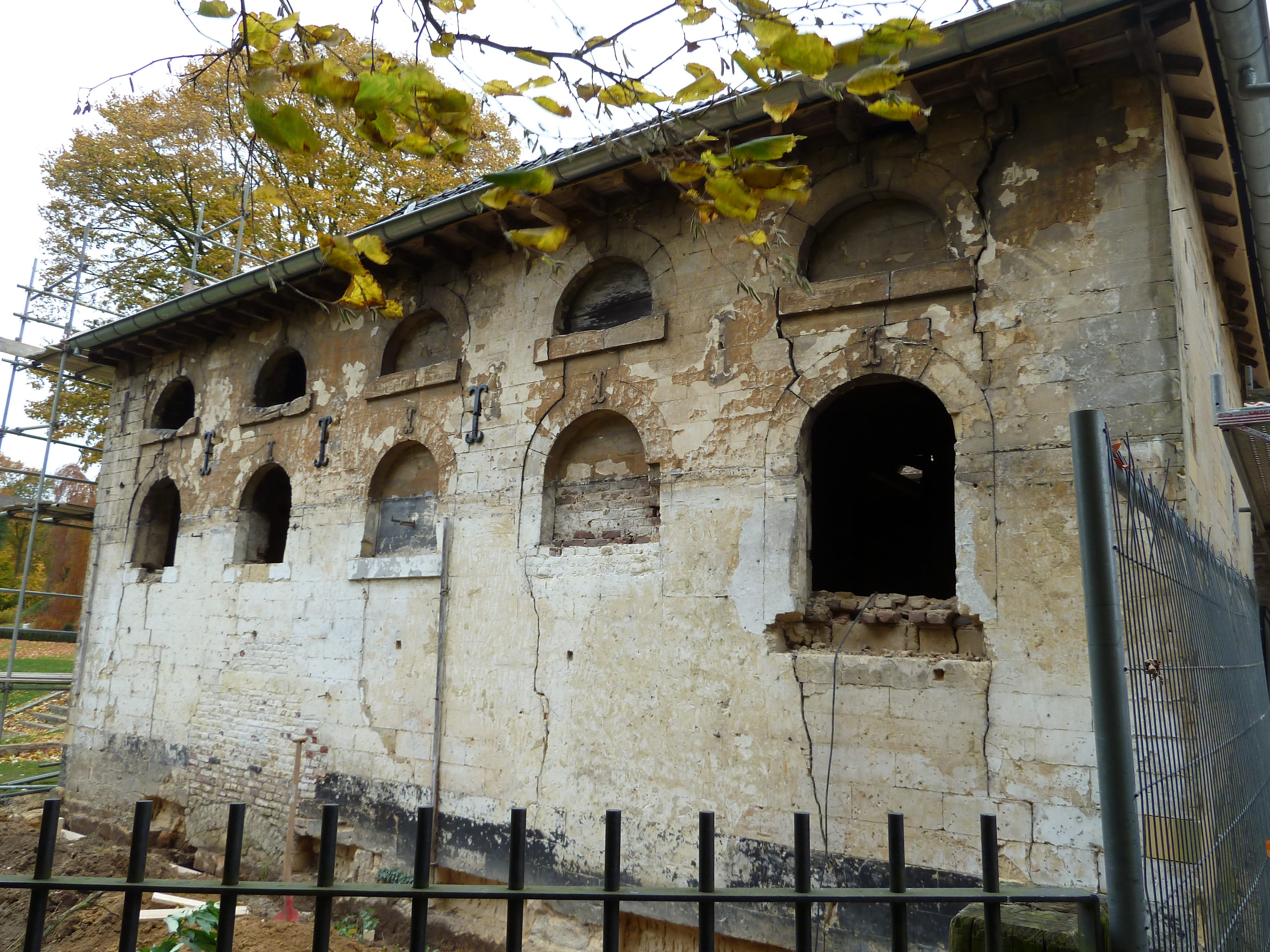
Het bakhuis in restauratie
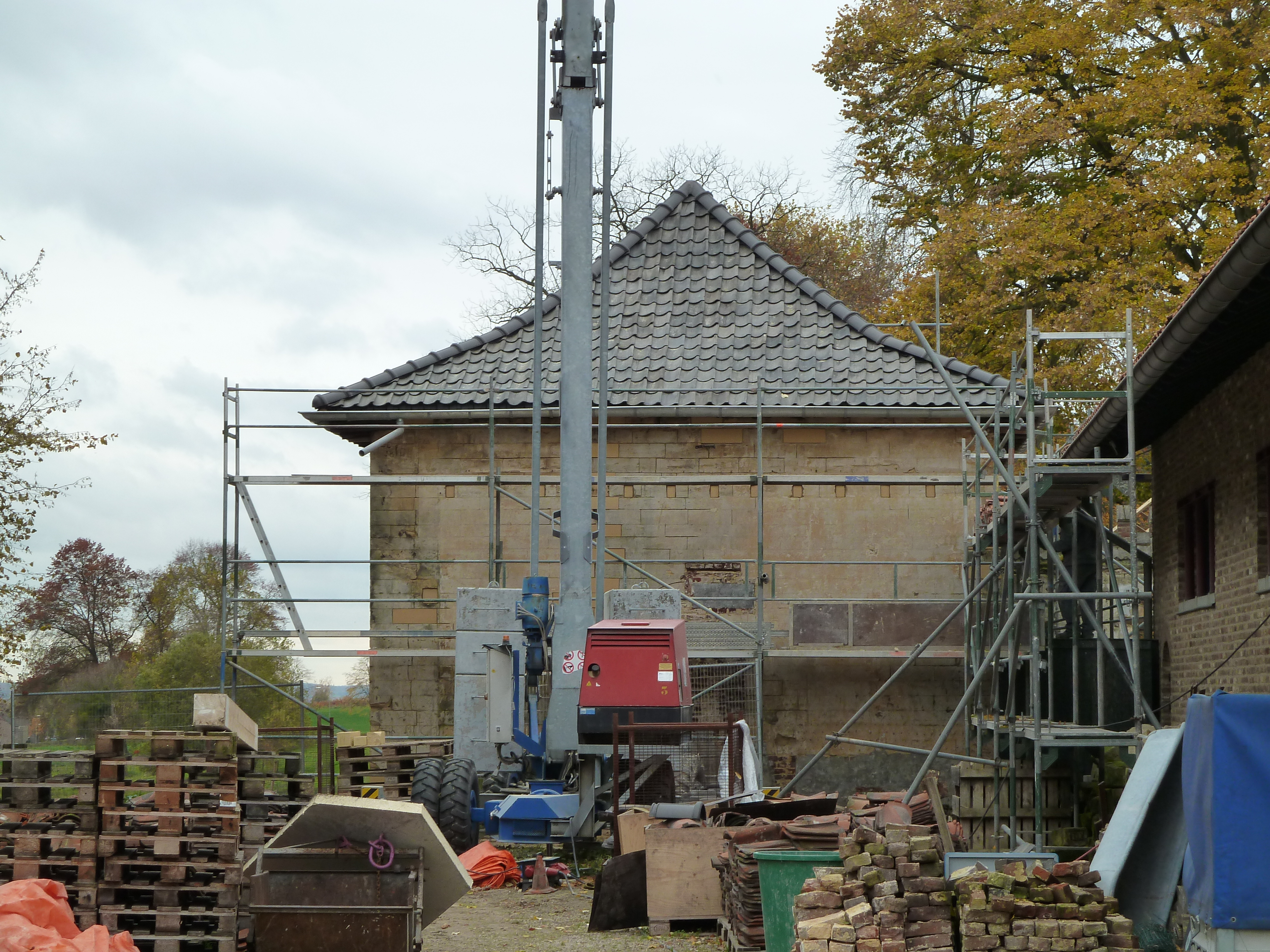
idem
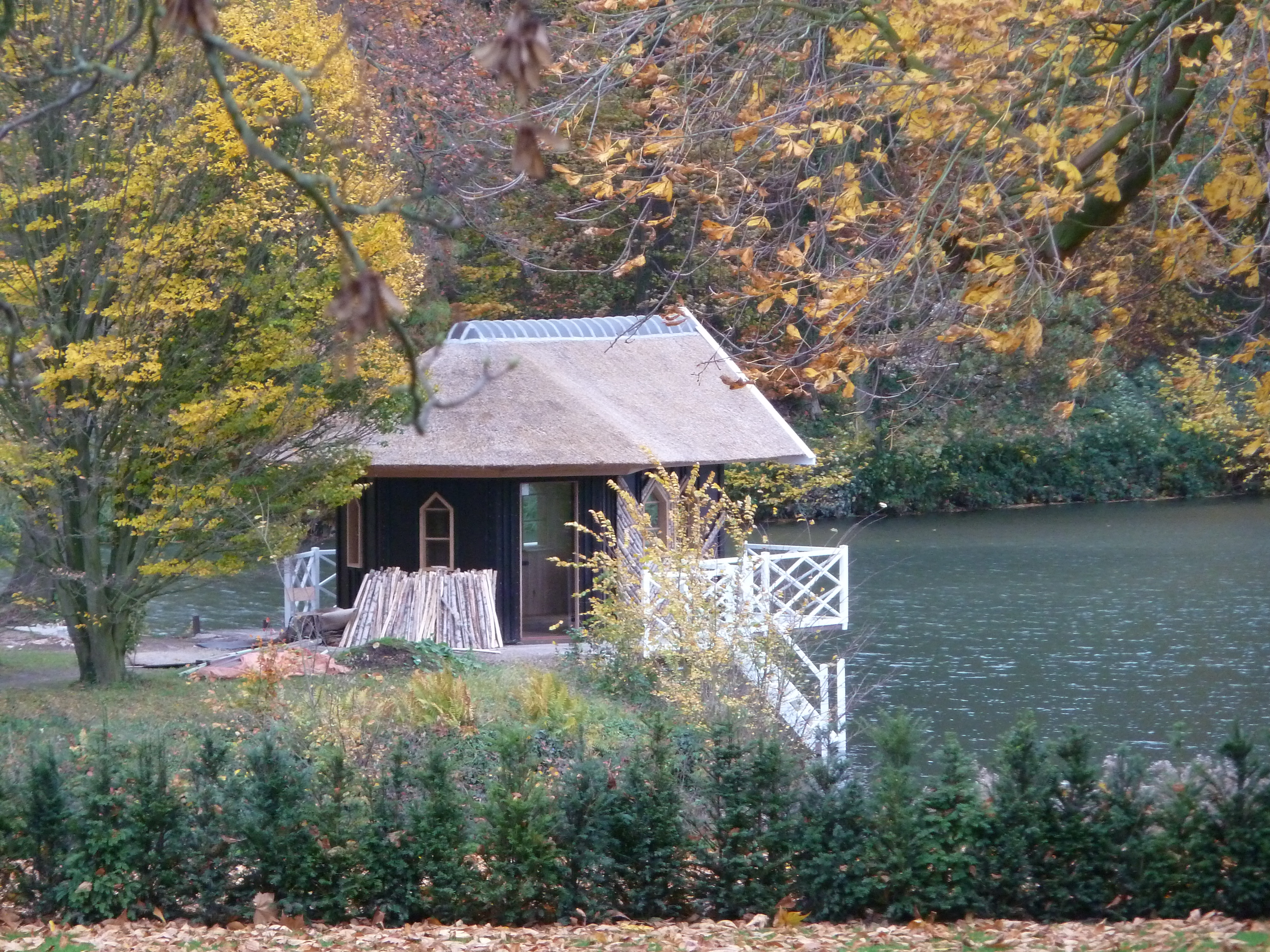
Het badhuisje

losse objecten
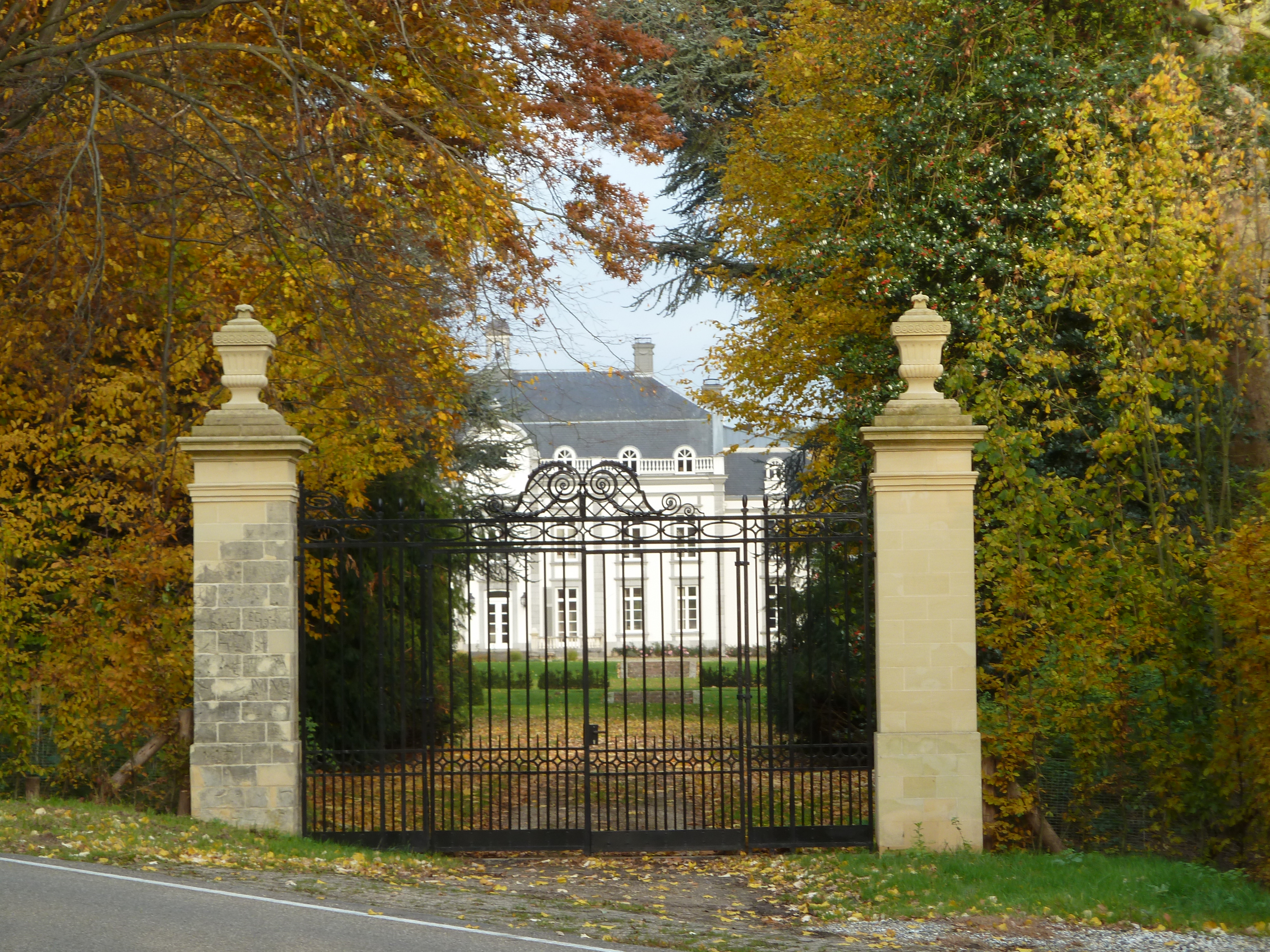
De zuilen met vazen bij het begin van de oprijlaan
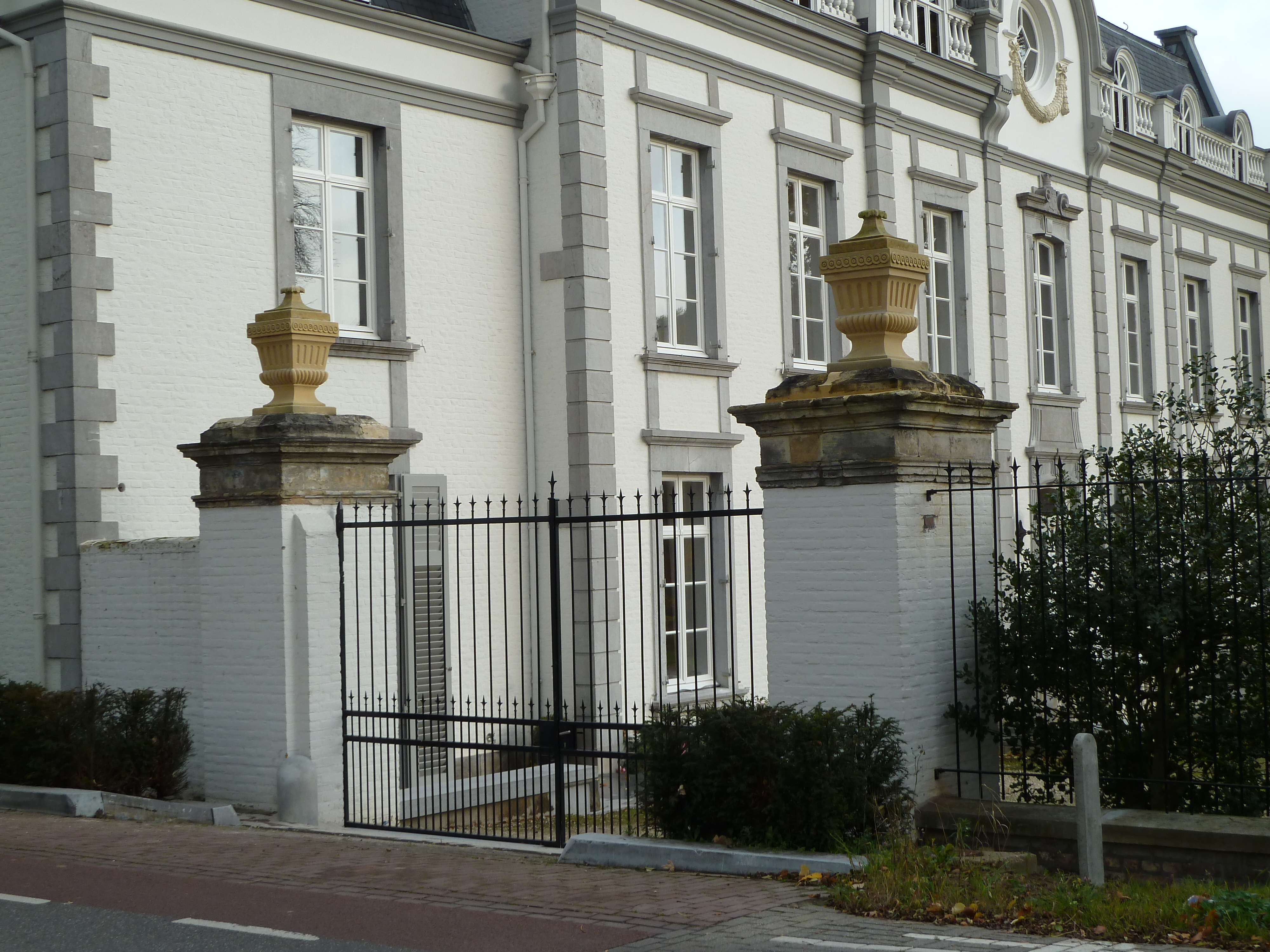
De zuilen met vazen naast het kasteel
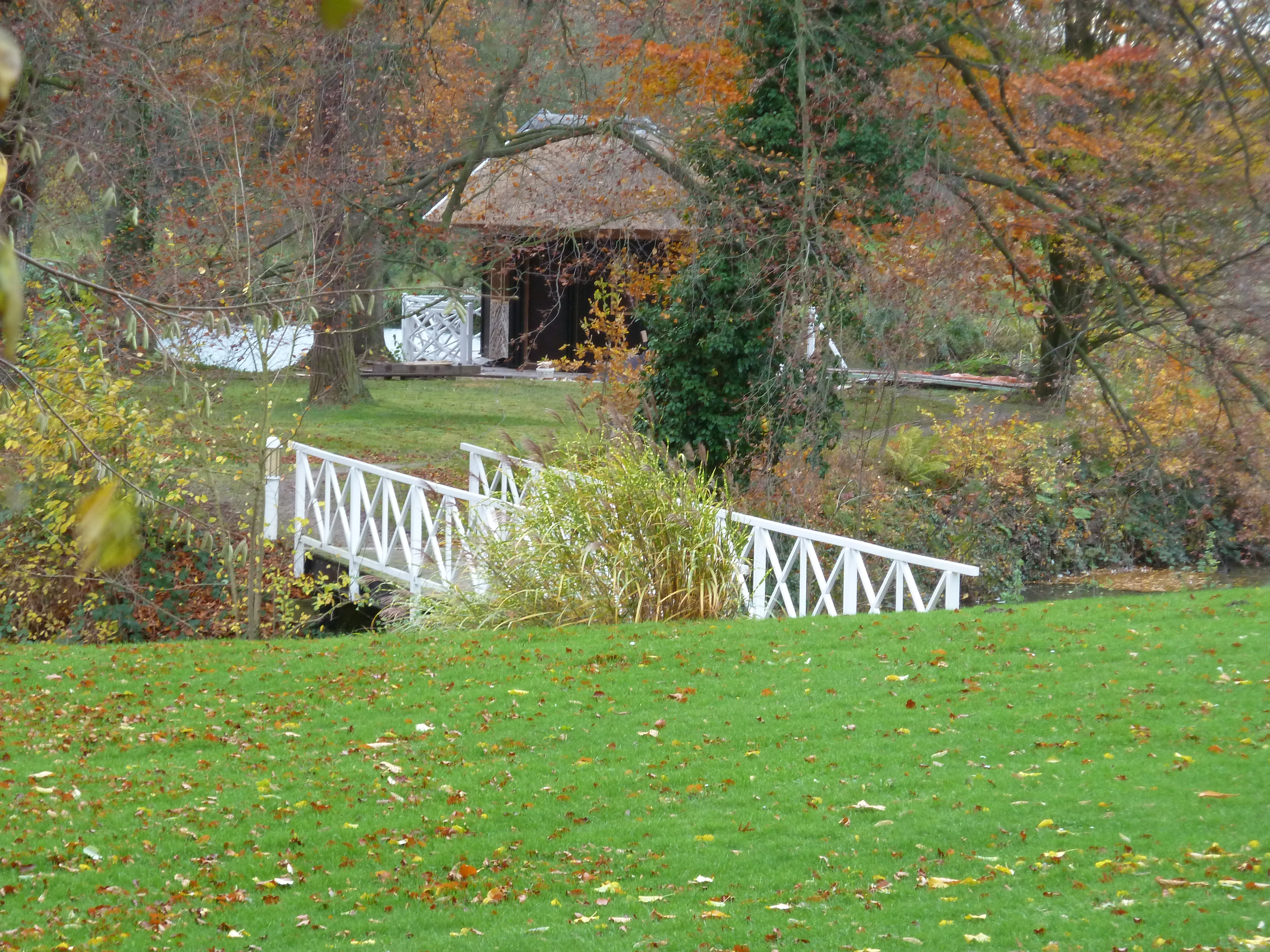
De brug
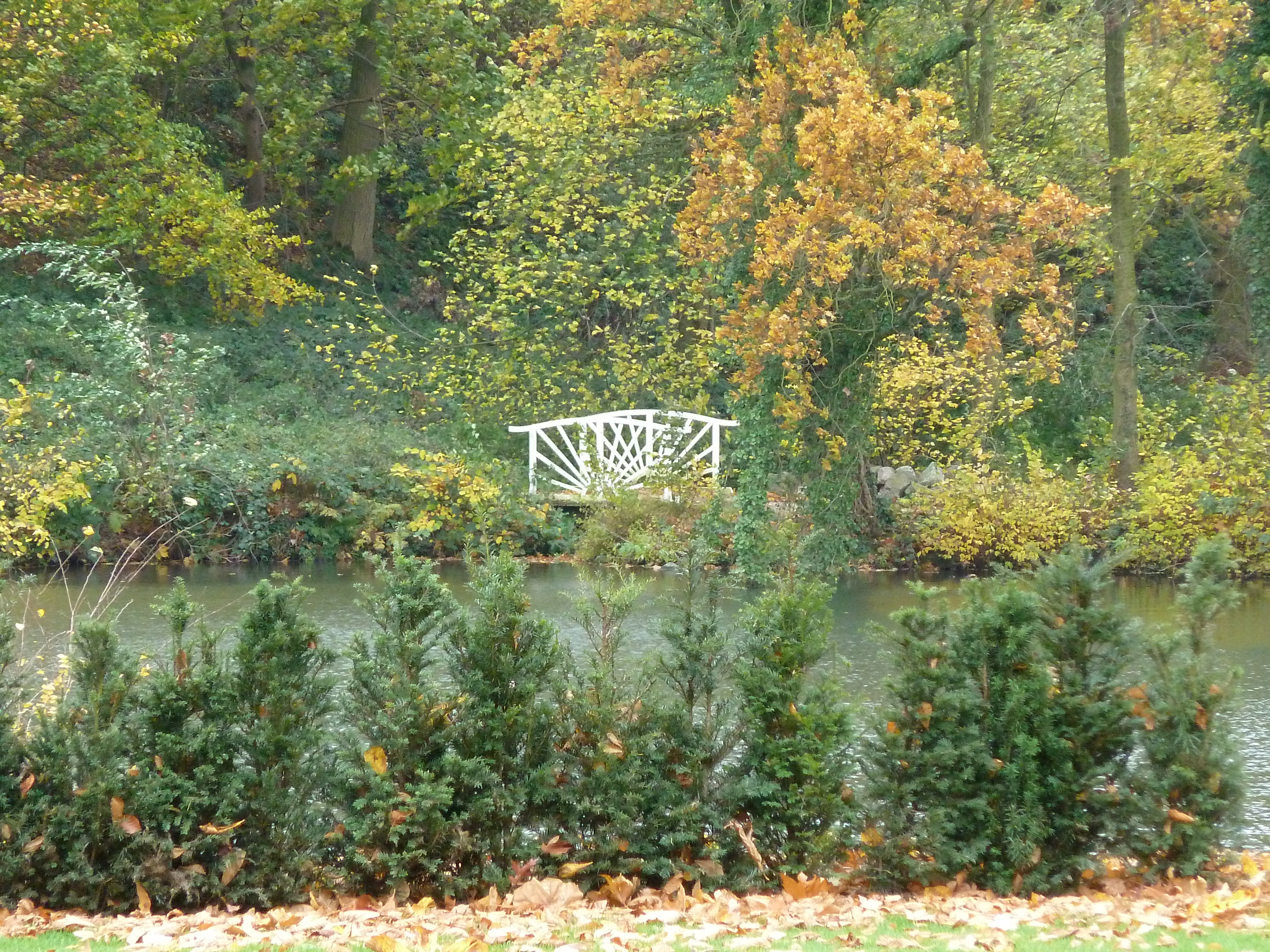
Het bruggetje
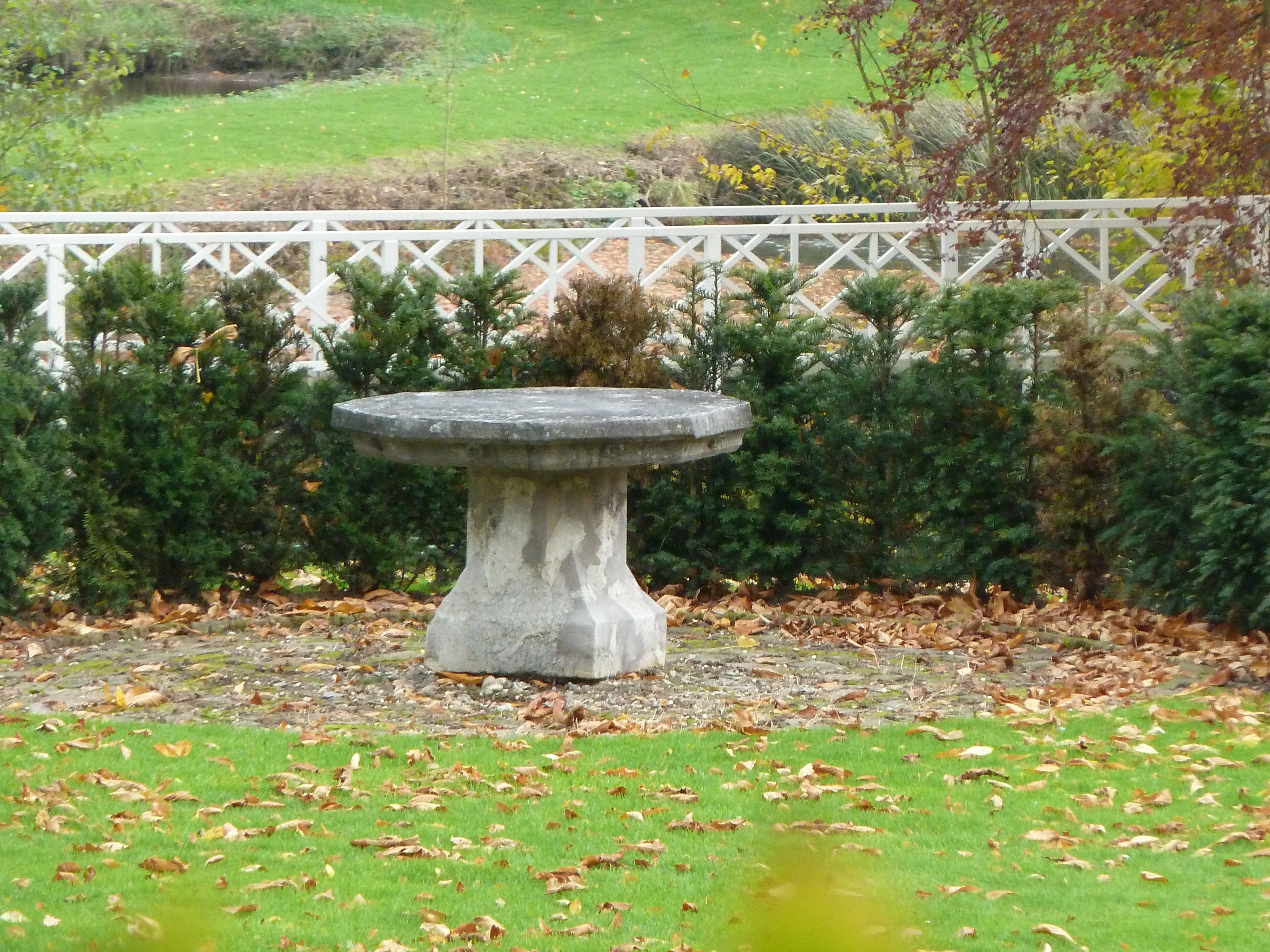
Stenen tafel
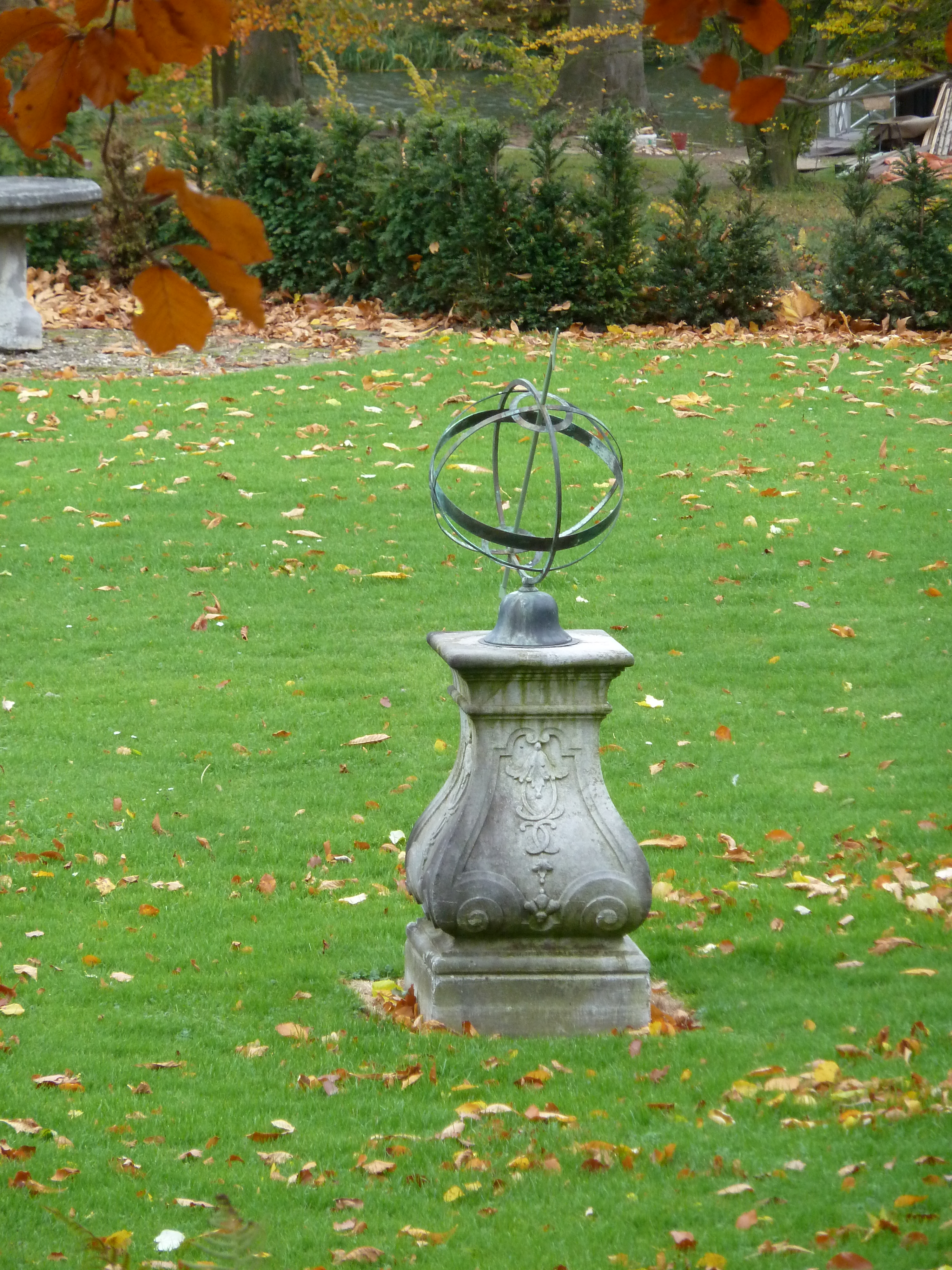
De zonnewijzer
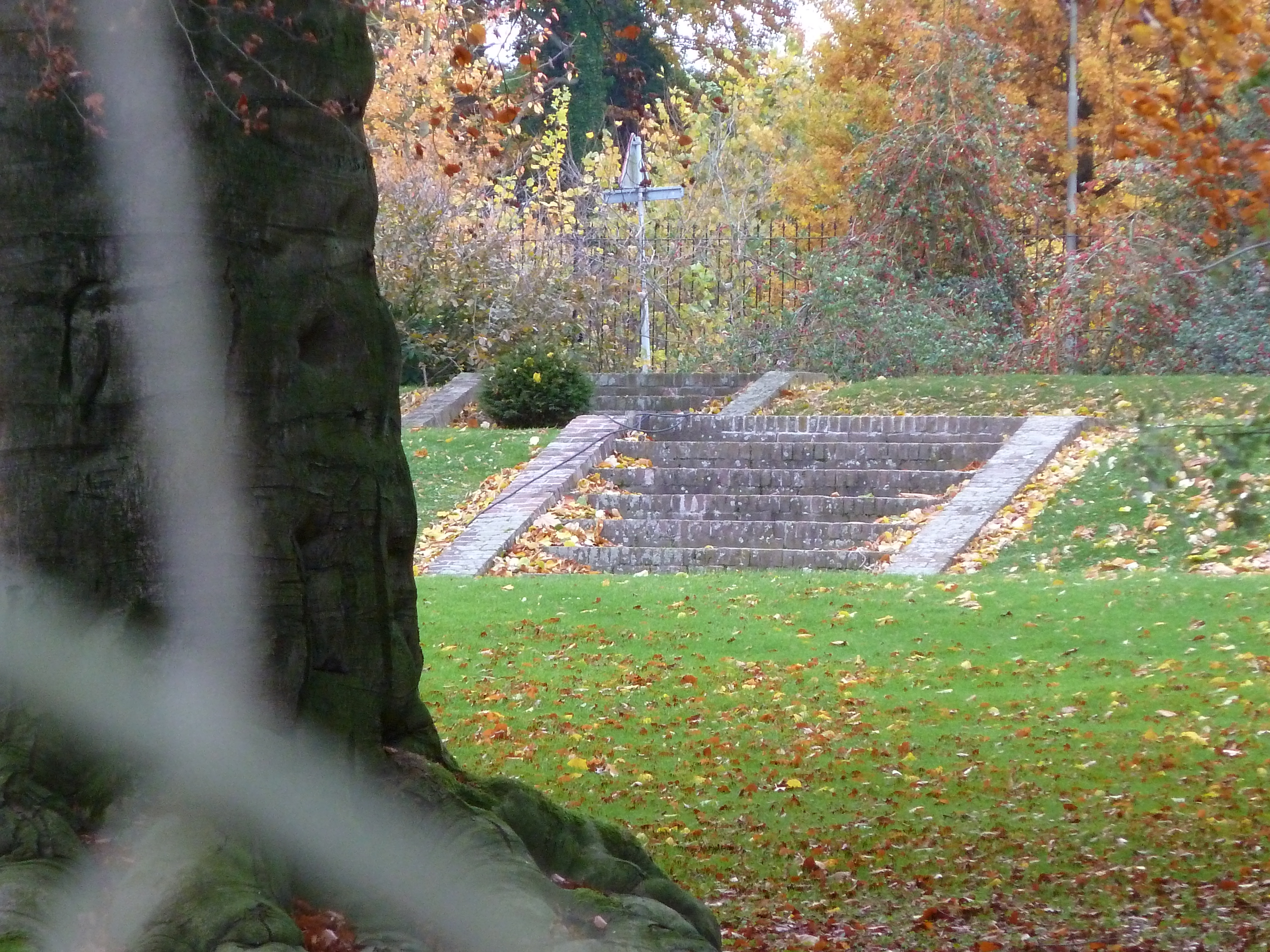
Diverse trappen
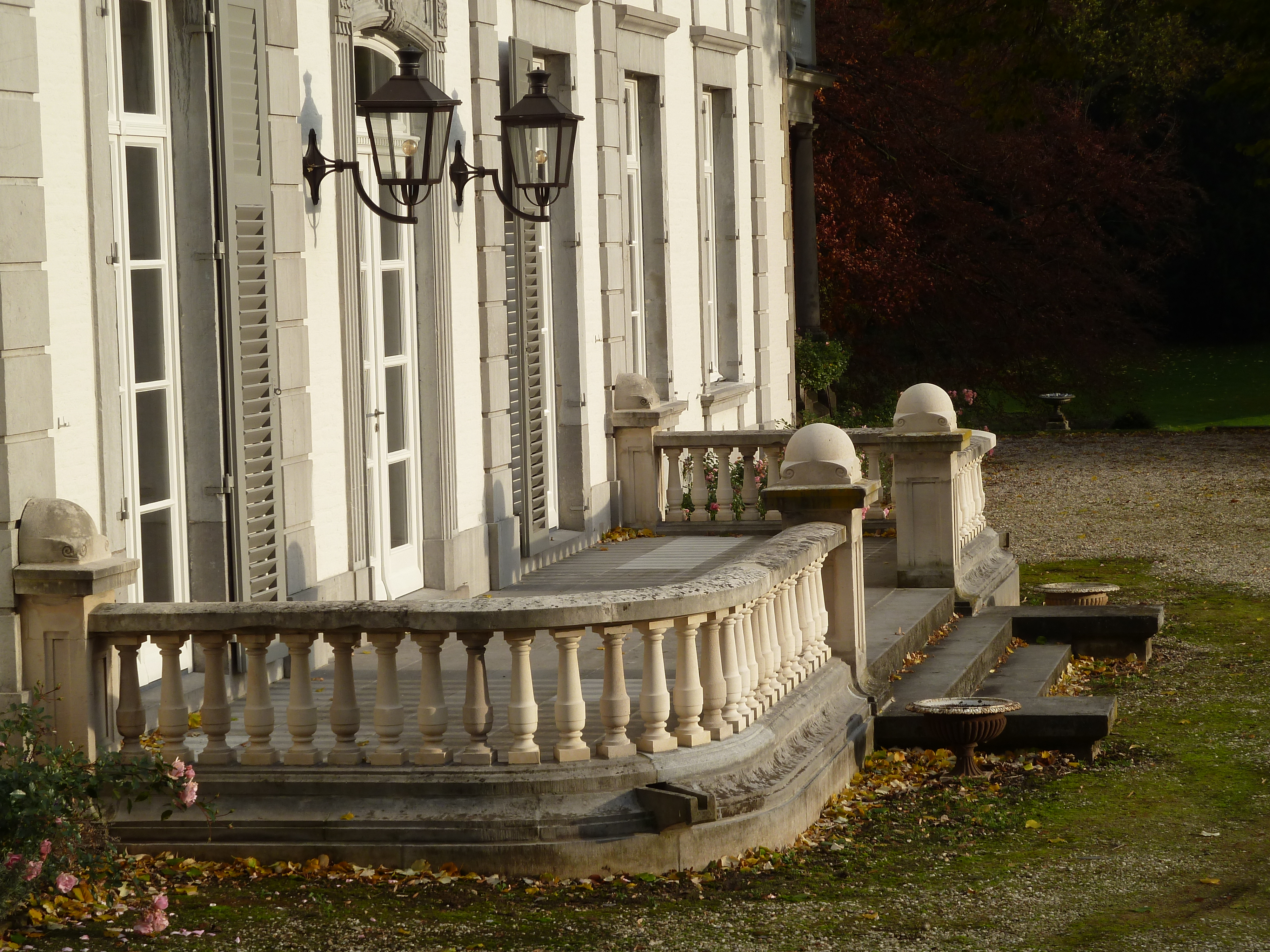

Aerwinkel · Kasteel Afferden · Aldt Huys · Aldenborgh · Kasteel Aldenghoor · Aldenhoven · Alte Burg · Kasteel Amstenrade · Slot Annendael · Kasteel Arcen · Baersdonck · Bakvliet · Baronsberg · Baxhof · Beegden ·  Benzenrade · Kasteel De Berckt · Kasteel Bethlehem · Beusdaelshof · Binsfeld · Huis Blankenberg · Kasteel Bleijenbeek · Blitterswijck · Boerlo · Bolberg · Bollenberg · Kasteel De Bongard · Borggraaf · Kasteel d'Erp · Kasteel Borggraaf · Kasteel Borgharen · Kasteel Born · Huis Bree · Breust · Kasteel Broekhuizen · Broekhuizen · Gracht Burggraaf · Kasteel De Burght · Kasteel Cartils · Cloppenburg (Oost-Maarland) · Kasteel Cortenbach · Huis De Dael · Dammerscheid · Kasteel De Bockenhof · De Donck (Sevenum) · De Donck (Swolgen) · De Dorth ·  Huis ten Dijcken · Kasteel Doenrade · De Doom · Douve · Douvenrade · De Dries · Kasteel Erenstein · Kasteel Eijsden · Eijsden · Einrade · Kasteel Elsloo · Ensenbroek · Eperhuis · Etzenraderhuuske · Exaten · Kasteel Eijckholt · Kasteel Eyckholt · Eys · Gastendonck · Kasteel Genbroek · Gebroken Slot · Kasteel Geijsteren · Kasteel Op Genhoes · Kasteel Genhoes · Genneperhuis · Kasteel Het Geudje · Kasteel Geulle · Kasteel Geusselt · Geijsteren · Gen Heck · Ghoor · Kasteel Goedenraad · Kasteel Grasbroek · Kasteel Groenendaal · Groethof · Groot Paarlo · Kasteel van Gronsveld · De Gun ·Kasteel Haeren · Kasteel Den Halder · Heerlaer · Heeze · Heijen · 's-Herenanstel · Kasteel Hillenraad · Kasteel Hoensbroek · Hoenshuis · Holstrate · Holtmühle · Huize Holtum · Kasteel Horn · De Horst · Huys ter Horst · Ten Hove (Grathem) · Ten Hove (Panningen) · Huis Brias · Huis Darth ·  Kasteel Hurpesch · Kasteel Sint-Jansgeleen · Kasteel Jerusalem · Kasteel Kaldenbroek · Den Kamp · Kasteel Karsveld · Kasteel Keverberg · Klein Paarlo · Klimmender Huuske · De Kolck · Koppelberg · Laar · Landsfort · Kasteel Lemiers · Kasteelruïne Lichtenberg · Kasteel Limbricht · Lonesteyn · Huize Lovendael · Mazenburg · Kasteel van Meerlo · Kasteel Meerssenhoven · Meezenbroek · Kasteel van Mheer · Middelaar · Kasteel Millen · Kasteel Montfort · Movert · Mulrode · De Munt · Château Neercanne · Kasteel Neubourg · Nienghoor · Huis Nierhoven · Kasteel Nieuwenbroeck · Nije Huys · Kasteel Nijenborgh · Kasteel Nijswiller · Nijthuysen · Kasteel Obbicht · Oedenrade · Kasteel Ooijen · Kasteel Oost (Valkenburg) · Kasteel Oost (Oost-Maarland) · Kasteel Ouborg · Overen · Kasteel Passarts-Nieuwenhagen · Prickenis · Prinsenhof · Puth · De Putting · Raath · De Raay · Ravenhof · Kasteel Reijmersbeek · Kasteel van Rijckholt · Kasteel Rivieren · Rodenbroek · Rosendaal · Kasteel Schaesberg · Kasteel Schaloen · Te Scharen · Schenkenburg · Kasteel Scheres · De Spijker (Geijsteren) · De Spijker (Leeuwen) · Huis Severen · Sibberhuuske · Château St. Gerlach · Spraland · Huis De Spyker · Huize Stalberg · Stalberg (Wellerlooi) · De Steeg · Kasteel Stein · Steinhagen · Steenen Huis · Stoel van Swentibold · Strijthagen (Landgraaf) · Strijthagen (Welten) · Struyver · Kasteel Terborgh · Terlinden (Wijnandsrade) · Terveurdt · Ter Weyer · Kasteel Ter Worm · De Tombe · Huis De Torentjes · Triest · Trippaert · Kasteel Vaalsbroek · Kasteel Vaeshartelt · Valkenburg · Vliek · De Vroenhof · Vrijburg · Kasteel Wambach · Warenberg · Well · Weyershof ·  Wijlre · Kasteel Wijnandsrade · Wijnandsrade · Wijnantshof · Wissegracht · Huize Witham · Kasteel Wittem · Wolfrath · Wylre